# جبل بوسافي
جبل بوسافي (بالإنجليزية: Mount Bosavi)‏ هو جبل في محافظة المرتفعات الجنوبية بابوا غينيا الجديدة، وهو جزء من مخروط بركان خامد في بابوا وهو جزء من حوض نهر كيكوري في هضبة بابوا العظيمة.والحفرة حوالي 4كيلومتر عمقها 1كيلومتر والتي هي موطن لعدد من الأنواع المستوطنة ويتم تضمين جزء من الجبل إلى منطقة إدارة الحياة البرية التي أنشأت مواقع التراث العالمي لليونسكو. والناس الذين يعيشون إلى الشمال مباشرة من الجبل هم شعب بوسافي وتقسم إلى أربع ثقافات متطابقة.
وصلت بعثة عام 2009 من قبل فريق دولي من العلماء وطاقم تلفزيوني من وحدة التاريخ الطبيعي BBC أكتشفت أكثر من 40 من أنواع الحشرات غير موصوف سابقاً والعناكب والخفافيش والفئران العملاقة قياس 80سم في الطول وتزن 1.5كغ وموطن لطحالب جديدة.

## الحيوانات
1. حيواناً برمائياً يشبه الدودة يتنفس من خلال جلده إذ أنه لا يمتلك رئتين ولا ساقين ويعيش هذا الحيوان الأعمى تحت الأرض بحوالي 7بوصات ويبلغ طوله 70سم.
2. فئران ضخمة تشبه الجرذان، هي فئران ضخمة بحجم القطط إذ يصل طولها إلى 82سم ووزنها حوالي 1.5كغ وتعيش فقط في جبل بوسافي ولون جلده بني ورمادي مما يتيح لها البقاء في مكان بارد ورطب.
3. أسماك بأنياب دراكولا، هي نوع من أبشع الأسماك في العالم يسمى «بورما» وأطلق عليه بعض العلماء في لندن «دراكولا» ويصل طوله حوالي 17ملم.

## وصلات خارجية
- Satellite view from the وكالة الفضاء الأوروبية
- WWF page of Libano and Sulamesi Wildlife Management Areas, including map
- WWF pictures from Mt. Bosavi and region نسخة محفوظة 29 سبتمبر 2009 على موقع واي باك مشين.
- Seacology Mt. Bosavi Rainforest Conservation Project Seacology
- "Mount Bosavi, Papua New Guinea" on Peakbagger